# Megachile pallipes
Megachile pallipes är en biart som beskrevs av Smith 1879. Megachile pallipes ingår i släktet tapetserarbin, och familjen buksamlarbin. Inga underarter finns listade i Catalogue of Life.